# Sovětské metody práce
Sovětské metody práce byly pracovní postupy, které měly zvýšit výkonnost všech odvětví národního hospodářství Sovětského svazu. Průkopnici těchto metod měli často pouze minimální technické vzdělání. Stalin oceňoval stachanovce za nerespektování technických norem a odborníků. Sovětské metody práce nepřinesly většinou technologické inovace, ale pouze přetěžovaly lidi, stroje a infrastrukturu. Slovy Stalina: „dovedou z techniky těžit maximum toho, co z ní lze vytěžit." Ve stachanovské praxi se zvyšovaly otáčky na obráběcích strojích, zvyšovala rychlost posunu klád na pilách, zvyšovala řezná rychlost brázdiček v porubech dolů, a zvyšovaly vsázky do martinských pecí. Že údernické hnutí není možno opírat pouze o fyzické schopnosti a dřinu, konstatoval Antonín Zápotocký.

## Označení viníka přetěžování pracovníků
Média odsoudila bezduché a mechanické metody práce, které zaváděl Centrální institut práce (CIT) inspirovaný americkým vědcem Frederickem Winslowem Taylorem, protože byly buržoazní úchylkou. Úchylka byla pojmenována jako „citovština" a zakladatel CITu Alexej Kapitonovič Gastev byl 8. září 1938 zatčen NKVD a 15. dubna 1939 popraven. V knize „Jak pracovat“ napsal o hlavním problému výroby: nedostatku pracovní kultury u většiny sovětských občanů a nevyvinutými kulturními postoji.

## Začátky
První propagandisticky využitým výkonem byla těžba uhlí pomocí sbíječky na stlačený vzduch Alexeje Grigorjeviče Stachanova. Stachanov sám narubal v noci z 30. na 31. srpna 1935 během 5 hodin 45 minut 102 tun uhlí a překonal normu o 1400 %. Dva horníci zajišťovali porub dřevěnými stojkami. Horníci nezbytní pro dokončení těžby (nakládka uhlí) nebyli v rekordu Stachanova zmiňováni, na rozdíl od rekordu Jumaševa. Právě v rozdělení těžby na samotné rubání a na výdřevou rubání našli propagandisté uplatnění dělby práce a postup nazvali Stachanovovou metodou.[zdroj?] Pantělej Ryndin psal, že za metodu rozdělení práce mezi rubače, kteří pracovali v první směně a dřeviče, kteří pracovali v druhé směně, dostal titul Hrdina socialistické práce.
Události nabraly rychlý spád – nejen, že vzniklo stachanovské hnutí, ale už 76 dní po rekordu se ve Velkém kremelském paláci konala 1. všesvazová porada stachanovců. Hnutí začalo jaksi spontánně, téměř samovolně, zdola a šířilo se nebývalou rychlostí jako uragán. Stachanovci podávali maximální výkony (i 3 000 % normy) v rámci socialistické soutěže, a to nejen v dolech. Socialistické soutěžení bylo rozšířeno nejen mezi jednotlivci-stachanovci, ale v rozsahu celých pracovišť a podniků. V socialistické soutěži docházelo k masovému rozšiřování zlepšovatelských a novátorských poznatků a nových pracovních metod.
Dne 16. prosince 1935 byla uveřejněna fotografie Alexeje Grigorjeviče Stachanova na obálce časopisu Time. Rekord Stachanova byl a je zpochybňován a označován jako podvod. Okolnosti rekordu však nejsou známy. V jedné z verzí rekordu kopal Stachanov uhlí pouhým krumpáčem, i když je zmiňováno nejčastěji sbíjecí kladivo. To nebylo ještě v roce 1937 samozřejmostí a sbíjecí kladivo dostal horník až po absolvování kurzu. V rubání bylo při rekordu pouze 5 lidí (kromě tří horníků jenom revírník a novinář), a tak byly vytvořeny ideální podmínky (malá prašnost).

## Československo
Také čeští čtenáři byli o stachanovcích již ve třicátých letech 20. století informováni. Pojmenování stachanovec bylo použito i v případě zaměstnance Baťovy továrny. V článku o obuvnickém průmyslu SSSR se mohli dočíst, že ze Zlína přijali mnoho prospěšného. Organizace práce a stroje jsou stejné, až na sortiment, který se v SSSR zaměřoval pouze na jeden typ obuvi. Sovětské noviny kvitovaly zájem a pomoc Zlína (Bati). Jan Antonín Baťa však mluvil o slepém kopírování, které následovalo po návštěvě sovětských generálů v podniku a posléze i návštěvě sovětských spisovatelů. Článek v časopise Auto vysvětloval, že stachanovština je vědecká organizace práce a nevyžaduje větší námahu dělníků, a tím je v rozporu s mnoha názory, které se netajily výhradami:
- nehospodárnost, malá kvalita a výroba zmetků. Naproti tomu byla v československých podnicích zavedena úkolová práce, ale s přihlédnutím k reálným možnostem pracovníka.[29]
- postoj komunistů kritizujících racionalizaci v československých podnicích, i když se v SSSR rozjela stachanovština.[30][20]
- mnoho žen-stachanovkyň bylo zaměstnáno v hornictví a hutnictví, kde nemohly vydržet pracovní tempo[31]
- stachanovština byla stejný systém jako taylorismus[32]
- výkonové normy se zvyšovaly po každém rekordním výkonu stachanovce, který výkon dosáhl krátkodobě a za uměle vytvořených výhodných podmínek[33]
- stachanovec byl komunista, a už to je nepřijatelné[34]
- stachanovština není dlouhodobě udržitelná – názor prezidenta republiky Edvarda Beneše na začátku roku 1946[35]

Glorifikace stachanovců resp. průkopníků sovětských metod v Československu sílila. Stále se však mohly vyskytovat i kritické hlasy, které doporučovaly vykázat rekordní výkony silákům do varieté, kde mohou ohromovat publikum. I z úst prezidenta republiky zazněla střízlivá slova, mírnící nadšení ze stachanovských výkonů. Po 25. únoru 1948 už nebyla kritika myslitelná. Novináři psali o stachanovcích devótní články, které popisovaly jejich ušlechtilé motivace ke špičkovým výkonům. Českými (slovenskými) novináři nebyla finanční motivace zmiňována nebo byla dokonce popírána. Peníze ale skutečnou motivací nebyly a ani být nemohly. V tomto období fungoval vázaný trh s lístkovým systémem, který neumožnil vyšší výdělky utratit. Proto byly vypisovány soutěže o věcné ceny jako byly cigarety, textil nebo motocykly. Traktorista Mirko Amler považoval výdělky traktoristů za nepřiměřeně vysoké, a to byl postoj k odměňování, který ocenil i Antonín Zápotocký. Naopak v článcích sovětských novinářů byly v rublech vyčísleny odměny stachanovců. Finanční motivace ve objevila jen ve třicátých letech 20. století v článcích o baťovských rekordmanech.
Baťovské výkony byly označeny jako taylorismus, na rozdíl od výkonu stachanovce Nikolaje Smetanina, který vykonával tutéž činnost. Ve stachanovské práci byl každý pohyb promyšlen a odůvodněn, aby se mohla ušetřit alespoň vteřina. Každý díl práce byl propočítán na vteřiny. Studium stachanovských metod bylo zahajováno měřením práce dvou až tří stachanovců, kteří provádějí daný úkon rychleji než ostatní. Na základě podrobného rozboru práce nejlepších stachanovců se určoval nejlepší postup práce. Tento postup museli převzít zaškolovaní pracovníci, odchylky se zaznamenávaly do deníku: „K. F. Makarovová nevyjímá člunek levou rukou, ale pravou." Zaznamenáno do deníku bylo osvojení správných postupů.
Adorace stachanovců nekončila novinovými články a filmovými týdeníky. Objevil se plán na promítání krátkých filmů během rozdělování práce horníkům. Propaganda stachanovských metod byla považována za cestu, jak zvýšit pracovní disciplínu. Disciplína se nemohla zvýšit strachem ze ztráty zaměstnání, ani hrubým násilím, které používal předchozí režim německých nacistů. V Sovětském svazu se osvědčila veřejná kritika; nedisciplinovaní pracovníci byli vyzváni, ať vystoupí na podium.
Propagandisté vytvořili obraz Sovětského svazu, kde stachanovci, hnutí „přicházející zdola", ženou vpřed sovětské hospodářství. Ve skutečnosti bylo národní hospodářství tlačeno shora, včetně pokusu o zavedení vojenského řízení. Dne 10. září 1947 vešel v platnost Výnos prezidia Nejvyššího sovětu SSSR „O zavedení hodností pro řídící a inženýrské pracovníky v uhelném průmyslu a výstavbě uhelných dolů“. Přidělení hodnosti dávalo právo nosit uniformy s příslušnou distinkcí umístěnou v knoflíkové dírce a na rukávu. Následovaly další výnosy, které hodnosti zavádělo i v dalších resortech včetně lesnictví a papírenského průmyslu. Dne 12. července 1954 byly uniformy a insignie v hospodářství zrušeny.[zdroj?]
Propagace sovětských metod práce se objevovala i v projevech Klementa Gottwalda. „Úderník, zlepšovatel, stachanovec, to ať je nový hrdina, nový ideál naší mládeže." Antonín Zápotocký označil lidi jako zrádce, pokud „sabotovali" sovětské metody práce.

## Zemědělství
Příkladem nuceného zavádění sovětských metod práce byl Příkaz ministra zemědělství k zavádění pokrokových metod nutných ke splnění směrnice X. sjezdu KSČ:
- využití úzkořádkového osevu obilovin
- metoda chovu prasat soudružky Ljuskovové, která spočívala v plánu připouštění prasnic[55]
- metoda výkrmu prasat soudruha Šurikovova,[56] která spočívala v krmení chlebem vyrobeným z jadrného krmiva[57]
- využití čtvercově hnízdové výsadby brambor a kukuřice,[54][58] dle SSSR, kde Nikita Sergejevič Chruščov požadoval touto metodou vysadit zelí, rajská jablíčka, lilek, okurky, dýně, tykve a melouny.[59]
- metoda sklízení brambor kombajnem A. F. Čirkunova, která umožnila pětinásobný výkon při sklizni brambor[60]

Zavádění sovětských metod práce byl obsaženo i ve vládním Usnesení o zajištění včasného a vzorného provedení jarních zemědělských prací.
Příkaz ministra neobsahoval další sovětské metody:
- metoda šestinásobné držitelky Leninova řádu Andrejevny Malininy,[62] z kolchozu „12. říjen" v Kostromské oblasti, která spočívala v dojení a krmení dojnic 3x krát denně[63] nejlépe 4x denně.[64] Masáž vemene,[65] skupinové krmení[64] a krmení bramborami přineslo zvýšení dojivosti. Dojnice, které více dojily, dostaly větší krmnou dávku. Dojnicím, které dojily málo, byla krmná dávka zredukována.[66] Rekordmankou byla dojnice „Poslušnice", která nadojila 11 600 kg mléka za rok.[67]
- Lysenkova metoda zakládání lesů: semena stromů se vysazují na polích osetých ozimem, obilí pak chrání stromečky před větry. V dalším roce se pole osévají bez orání. Ve výsledku stromky chrání obilí.[68]
- metoda traktoristky Praskovija (Paši) Nikitičny Angeliny,[69][70] která se mimo jiné aktivity účastnila na velikém zreformování přírody vysazováním ochranných lesních pásem[71]
- metoda sovětských traktoristů, která umožňuje tažení tří kultivátorů a tím i rozšíření pracovního záběru na 9 metrů[72]
- metoda Zinajdy Ivanovny Vorošilové, která zavrhla zastaralou podlahovou metodu chovu drůbeže a propagovala klecovou metodu[73]
- metoda Ivana Hunějeva, spočívající v hodinovém grafu[74][75]
- metoda B. Gotovcova: bodovací systém klasifikace pracovních operací[76]
- metoda chmelařky N. Nesterčukové, díky které se zvýšily výnosy na československých chmelnicích[77]
- metoda doopylování žita, která měla zvýšit hektarové výnosy[78]

Normalizační tisk konstatoval, že československé zemědělství se v letech 1952–1972 rozvíjelo na základě sovětské zemědělské ekonomiky a praxe.

## Studený odchov telat
Nejcitovanější metodou v zemědělství byl studený odchov telat. Byť se metody jmenovaly po svých autorech, u studeného odchovu tomu tak nebylo. Média zmiňovala pouze vynálezce zařízení, v kterém odchov telete probíhal. Jednalo se boudy šestinásobného držitele Leninova řádu Stanislava Ivanoviče Štejmana. S nerusky znějícím jménem měli novináři potíže, a tak boudy nazývali jako Štajmanovy, Stajmanovy, Steinmanovy nebo dokonce švédské. Studený odchov přinášel užitkovost a odolnost.
Termín „studený odchov" zlidověl a byl používán jako označení nevytápěných místností, bytů nebo budov. Propagandisté si stěžovali, že na vesnicích studenému odchovu ještě nevěří. Média často používala termín vzdušný odchov.

## Železnice
Dalším oborem s častým výskytem sovětských metod byla železniční doprava:
- metoda Pjotra Fedoroviče Krivonosa,[88] který dostal 48 kg páry z jednoho čtverečního metru výhřevné plochy kotle parní lokomotivy; to umožnilo zdvojnásobení technické rychlosti nákladních vlaků. Stranická propaganda hodnotila Krivonosův výkon jako v praxi vyvrácenou pseudovědeckou teorii limitů.[89]
- metoda Viktora Grigorjeviče Blaženova (hnutí pětistovkařů – движения пятисотников),[90] které mělo za úkol dosáhnout nájezd lokomotiv 500 km/den. později se jednalo i o rychlost, spotřeba a organizaci úsekové vozby[91] Blaženov vydal knihu „15 000 kilometrů na lokomotivě za měsíc".[92]
- metoda M. F. Katajeva,[93] neboli metoda rozpouštění vozů: kolektivní spolupráce při posunování vozů[94] Kolektiv je stálý a posunovači tak ví, jaký odraz (malý nebo velký) má jejich strojvůdce, a rychleji rozpouštějí vlaky.[95] Vlakotvorné stanice zvýšily rozposunovanost železničních vozůa[ujasnit]
- metoda Ing. Mamedova spočívající v upřednostňování sestavení malých vlaků před vlaky velkými[96]
- metoda Ščeblikinova: řádná prohlídka a oprava vozů přímo na seřaďovacím nádraží[91]
- metoda Pavla Dmitrijeviče Sudnikova, spočívající v komplexním řízení vlakové dopravy (provozní plánování, regulace vlakové dopravy a obrat lokomotiv)[97][98]
- metoda Nikolaje Alexandroviče Lunina, která vyřešila opravu lokomotiv společnou prací lokomotivní čety a opravářů depa; dalším vylepšením metody byla oprava lokomotiv pouze posádkou lokomotivy[16] Metoda vyloučila roztápění a vychládání lokomotiv, protože zkracovaly životnost kotle. Lokomotiva jezdila až do okamžiku, kdy bylo nutné vymytí kotle od dosud měkkého vodního kamene.[95]
- metody Zavodčikovova týkající se obchůzek tratí a jejich údržby[99]
- metoda Niny Nazarovové,[91]spočívající ve sledování chodu strojů pravidelnými prohlídkami[100] a pečlivém ošetřování strojů a zařízení[101]

## Doly
- Metoda Jakova Benediktoviče Trojana, který se během půl roku naučil ovládat pneumatické kladivo a mohl přistoupit k ovládání několika kladiv současně.[102]
- Metoda Nikity Aleksejeviče Izotova byla založena na důkladném studiu uhelné sloje, objevil kliváž (směr střihu)[103] a své znalosti využil, když narubal za směnu 240 tun uhlí,[104] později 607 tun.[105] Po výkonu Alexeje Grigorjeviče Stachanova zazněl názor, že Izotov dociloval svých výkonů vypětím fyzických sil.[5]
- Metoda Mirona Dmitrijeviče Djukanova, který soutěžil se Stachanovem.[106]
- Metoda plynulého toku těžby prof. Gerčikova[107]
- Metoda T. Gvozdyrkova[108] byla založena na plnění cyklického grafu práce:
  - rubači během první směny zabezpečili strop, během druhé směny podřezali stěnu uhlí brázdičkou a během třetí směny podřezanou stěnu vyrubali. Po 24 hodinách se cyklus opakoval.[109]
  - raziči během první směny navrtali čelo chodby, během druhé odstřelili a odtěžili materiál a během třetí směny zhotovili výztuž a prodloužili koleje[110]
  - ještě v roce 1945 bylo rozdělení na tři směny běžnou praxí, která nebyla žádnou metodou.[38] Metodou se tato praxe stala nejpozději dne 1. dubna 1951, kdy byly popsána v tisku.[111]
  - Komunista Ivan Šabašov vysvětlil, že když se nepovedlo vyrubat podřezanou stěnu uhlí za směnu, zůstali na pracovišti déle, a tím dodrželi metodu plnění grafikonu.[109] Někdy horníci po směně nevyfárali, ale pracovali 16 hodin, aby zachránili normativ cykličnosti.[112] Pozoruhodné bylo, že při dodržování grafikonu dosáhly některé kolektivy i tři „cykly" za měsíc navíc.[113]
  - Navzdory práci v režimu pravidelných cyklů byly horníci vyzýváni k soutěži o délku podřezaných metrů stěny. Délka stěny však nebyla u všech soutěžících kolektivů stejná, protože ji určovaly geologické podmínky. A tak jedinou možností vyhrát soutěž při dodržování grafikonu bylo odpracování více směn než ostatní.
- Metoda Pavla Andrejeviče Děsjatiričenka, která byla založena na hodinovém rozvrhu práce uhelného kombajnu.[114]
- Metoda Vasilije Kučera[115] byla založena na plnění cyklického grafu práce v rubáních vystrojených kombajnem Donbas.[116][117]
  - Usnesení strany a vlády uložilo, aby pokroková metoda dobývání uhlí podle grafikonu cykličnosti bylo zavedeno ve 270 rubáních.[118]
  - Ředitel Trustu OKR Orlová vydal příkaz, aby všech 97 orlovských porubů přešlo na práci v grafikonu cykličnosti. Tento úkol nebyl splněn, ředitel Hečko provedl sebekritiku. Ta nebyla přijata předsednictvem okresního výboru KSČ jako alibistická a povrchní.[119]
- Metoda sovětských rychlopřekopářů, která spočívala v nasazení co největšího počtu lidí na předku chodby (překopu)[120]
- Metoda Fjodora Lebedě, která umožnila vyražení chodby v délce 5 – 6 metrů za směnu.[121]
- Metoda Petra Kňagnického, který pracoval v rubání, ale přesto vymyslel metodu rychloražby.[121]
- Větší rychlost postupu razičů byla dosažena zavedením čtyřsměnného provozu. Stávající patnáctičlenný kolektiv se rozšířil o jednoho horníka a byl rozdělen do čtyř směn, které se střídaly přímo na pracovišti. Nově ustanovená směna měla jen čtyři horníky, ale stále stejný úkol: dokončit svou fázi cyklu. Pravidelně docházelo ke zpožděním, které se v zájmu dodržení grafikonu doháněly souběžnou prací střídajících se směn.[122]
- Metoda Leonida Boriskina,[123] kterou použili horníci na dole Zápotocký na Kladně,[124] a která spočívala v organizaci ražení chodeb. Práce probíhala na více čelbách (předcích),[125][126] dokonce současně na pěti předcích[127] s cílem dosáhnout ve třech směnách (po pěti hornících) 5 „cyklů". Tím by pokořili výkon 4 „cyklů" dosahovaným metodou čtyřsměnného provozu, kde byl zapojen do práce jeden horník navíc.[128] Metodu, kdy raziči pracovali na dvou chodbách a přecházeli z předku na předek použili raziči pro odstranění ztrátových časů. Po odstřelu nečekali až bude konec chodby (předek) odvětrán, ale přesunuli se na další předek.[129]
- Metoda Ivana Ivanoviče Briďka spočívající v těžbě uhlí v nepřetržitém cyklu.[130][131][132][133][134] Obrovský zájem musel způsobit jeho návrh, aby se stojky řezaly na požadovanou velikost už na povrchu.[135]
- Grafikon cykličnosti z rubání na dole Hedvika byl zveřejněn v tisku.[136]

Ve starším článku ze dne 2. dubna 1950 je popisována metoda jinak: všechny operace měly probíhat současně. Vykonáváním všech operací ve stejnou dobu byl umožněn nepřetržitý chod brázdičky a nepřetržité rubání. Metoda se objevila v písni Jaromíra Nohavici: „praca v cyklu těžbu zdvihně..."
- Metoda Petra Kalinoviče Zavarzy,[138] která obsahovala správnou obsluhu a údržbu brázdiček.[139][140][141]
- Metoda Petra Kňagnického, která obsahovala správnou obsluhu a údržbu brázdiček v rubání[121]
- Metoda N. Gončara, která spočívala v používání padesátimetrového tažného lana brázdičky místo dosavadního lana o délce 25 metrů.[142]
- Metoda Vasilije Kučera, která spočívala v používání kratších elektrických kabelů brázdičky místo dosavadních dlouhých nedělených kabelů.[142]
- Metoda Semjona Grigorjeviče Golubara, která se týkala dobývání železných rud.[98]
- Metoda Alexeje Iljiče Semivolosova, spočívající ve vysokorychlostním vrtání s mnoha otvory.[143][144]
- Metoda Vasilije Ivanoviče Prokopova, spočívající v používání ocelové výztuže při výztuži chodeb.[109]
- Metoda sovětských rychlopřekopářů, při které bylo nasazeno na konci hlavní chodby (na čelbě, na předku) až osm vrtacích kladiv během vrtání a dva nakladače během odtěžování odstřeleného materiálu.[145]
- Metoda Nikolaje Semjonova, která využívala razící kombajn pouze dvě směny místo tří a tak umožnila pravidelnou měsíční ražbu v délce 250 metrů.[121]
- Metoda Aristarcha Medvěděva, která umožňovala prodlužování dopravníku bez jeho zastavování.[121]
- metoda dobývání uhlí pomocí uhelného pluhu, který byl podle článku v Rudém právu z roku 1950 vynalezen již v roce 1930 v SSSR.[146] První uhelný kombajn byl údajně rovněž vynalezen v SSSR, a to už v roce 1928.[147]
- metoda puťovek, která byla zavedena na dole Koh-i-noor v Lomu u Mostu na všechny úkolové práce[148] Puťovka byl pracovní příkaz pro jednotlivá pracoviště a směny, který putoval od vedoucího úseku přes revírníka, předáka k horníkům.[149]
- Metoda Agha Huseyn Kafarova spočívající v prodloužení životnosti vrtů na naftových polích[114]
- Metoda Jusupa Kerimova spočívající v bezporuchovém provádění vrtů[114]

## Hutě, železárny
- Lidové noviny seznámily čtenáře s metodou rychlostní tavby oceli, vynalezenou tavičem-stachanovcen, který není v článku pojmenován.[150]
- Metoda Alexeje Leontijeviče Šatilina, která spočívá ve zvýšení výroba surového železa využitím vysokopecního prostoru.[98][151]
- Metoda Pavla Kočetkova, která spočívala v systému vrstvení surovin v martinské peci[152]
- Metoda taviče Galina, jejíž součástí bylo paketování odstřižků a kovových třísek.[153]
- Metoda taviče-novátora Michala Mojsejeviče Privalova, která spočívala v urychlování procesu martinské tavby[154][155]
- Metoda Nurully Chasanoviče Bazetova spočívající v rychlostním tavení.[156]
- Metoda Vladimíra Zacharova, spočívající v rychlostním tavení.[157]
- Metoda taviče Borodačeva, který tavil kov v martinské peci dvakrát rychleji[158]
- Metoda soudruha Malyševa, která spočívala v důsledném dodržování technologických předpisů[159] a současně ve zvýšení teploty v martinských pecích.[160]
- metoda Vladimíra Starostina, ktrerá spočívala v zahájení vsázky do martinské pece před jejím úplným vyprázdněním.[161]
- Metoda Vasilije Matvejeviče Amosova, kterou autor učil maďarské hutníky v Železárnách J. V. Stalina[162] a východoněmecké hutníky v Železárenském kombinátu východ (EKO).[163] Rovnoměrnou vsázkou šrotu a odstraněním ztrátových časů zkrátila tato metoda tavbu oceli o dvě hodiny.[164]
- Metoda Alexeje Podmostkova, která obsah mědi ve strusce podstatně snížila z původních 50%.[165]
- Metoda Semjona Vasiljeviče Česnokova, která prodlužovala životnost metalurgických agregátů.[166]
- Metoda A. Žemčužnikova, která spočívala ve vážení ingotů při jejich odlévání[167]
- Metoda Alexeje Mezaleva, neboli metoda přesného lití do keramických forem[168]
- Metoda Ivana Alexejeviče Somova,[166] který vytvořil světový rekord ve válcování, když vyválcoval 420 ingotů[169]
- Metoda Alexeje Rjabova, která spočívala v přesném vykování polotovarů nevyžadujících velké obrábění.[170]

## Strojírenství
Ve strojírenství, konkrétně v obrábění kovů, se uplatňovaly metody obráběčů kovů:
- metoda soustružníka Vladimira Illarionoviče Kuzovleva, která spočívala v současném obrábění dvou součástek. Dosáhl tak 390 % normy.[171]
- metoda frézaře Ivana Ivanoviče Gudova, který najednou opracovával 50 součástí a dosáhl tak splnění normy na 9 050 %,[11] resp. 9 500 %.[172]
- metoda frézaře ozubených kol Viktora Terentjeviče Ponomareva, spočívající v obsluze několika strojů a vysokorychlostním řezání kovů. Oslavný článek v Rudém právu napsal, že metodou splnil normu na 30 let za 1 rok.[11] Později vyšel článek samotného Ponomareva, který uvedl, že normu na 30 let splnil za pětiletku.[173]
- metoda frézaře ozubených kol Alexeje Vasina, který současně pracoval na sedmi strojích[174]
- metoda silového obrábění (soustružení velkými posuvy) Vasilije Alexandroviče Kolesova spočívající ve větším posuvu, při kterém vznikají třísky 10 mm silné. Metoda prodlužovala životnost nožů, které se nelámaly.[175][176][177] Zásadním prvkem metody byl Kolesovovův nůž, ale frézař soudruh Zahradil Kolesovovu metodu uplatnil i při práci na frézce a prodloužil tak životnost fréz.[178]
- metoda Vladimíra Jakumoviče Karaseva, který zlepšil metodu V. Kolesova.[175]
- metoda V. Žirova, která spočívala v broušení vrtáků[179]
- metoda soustružníka M. Volkova, který navrhl proudovou operační metodu obrábění[180]
- metoda Borise Kulagina, která spočívala v prodloužení životnosti soustruhů[181] a rychlosoustružení.[182]
- metoda soudruha Kuzněcova, která spočívala v prodlužování životnosti kovoobráběcích nástrojů[183]
- metoda V. Seminského, který zvýšil obrábění pateronásobně použitím jedné operace místo dvou a použitím dláta soustružníka Birjutova[184]
- metoda rychlosoustružníka Sergeje Bušujeva, který dosáhl při soustružení kovů rychlosti 2650 metrů/min.[185]
- metoda Pavla Borysoviče Bykova,[186] nejlepšího soustružníka na světě,[187] která rychlosoustružením 300 metrů/min zvedla pracovní výkony o 100 %[188][189]
- metoda G. Bortkeviče, který dosáhl rychlosti 700 metrů/min.[190]
- metoda Vasilije Ivanoviče Žirova, která spočívala ve vysokorychlostním vrtání.[191]
- metoda Jevgenije Franceviče Saviče, která spočívala v rychlostním frézování[192]
- metoda Ivana Petroviče Inočkina, spočívající v sestavení obráběcích strojů do linky[193]
- metoda svářeče Michaila Terentyeviče Antonika,[194] která umožnila plnit normy na 500 %.[195]
- metoda svářeče Viktora Volodinova,[196] která spočívala v současném upnutí tří svařovacích elektrod do držáku elektrod (kleští).[197]
- metoda svářeče Michajlova, která spočívala ve svařování střídavým proudem[197]
- metoda Dmitrije Filippoviče Bosého (Bosyj), který automatizoval obsluhu stroje, a tím splnil normu na 1 000 %,[198][199] a tak založil hnutí tisíčníků (Движение тысячников).
- metoda Jeleny Lebeďevové, která spočívala v plynulé kontrole jakosti výrobků[200]
- metoda kontroly přesnosti, při které snížením počtu kontrolovaných výrobků docházelo k úsporám[201]
- uzlová metoda oprav traktorů[202]
- metoda Valentiny Chrisanové neboli metoda hodinového výrobního plánu, která umožnila přísnější sledování práce každé dělnice. Pokud se po hodině nerozsvítila žárovka vedle pracovnice, nebyla splněna hodinová norma.[203]

## Stavebnictví
- metoda provádění staveb při teplotách -40°C, spočívající v elektrickém ohřevu zemin před výkopem základů, použitím prohřáté malty při zdění a ohřevu vybetonovaných betonových konstrukcí párou[204]
- metoda omítání, při níž se používá zvětšené lžíce zlepšovatele Šaulského[205]
- metoda kolektivního omítání neboli omítání ve trojkách, kdy jeden zedník nahazoval lopatou (nikoli zednickou naběračkou), druhý maltu srovnával a třetí dělal vodítka[206]
- metoda kolektivního zdění neboli zdění v trojkách,[207][208][209] kde 1. pomocník míchal maltu, 2. pomocník podával cihly a zedník kladl cihly.[210]
- metoda Fedora Šavljugina a Vasilije Koroleva spočívající ve zdění v pětičlenných skupinách, kde zkušený zedník klade cihly líce stavby, včetně architektického členění, druhý zedník klade cihly vnitřní a třetí pomocný zedník klade cihly do mezery mezi stěnami. Z popisu metody není jasné, jak byla zajištěna vazba cihel.[211][212][213]
- metoda zedníka Turčiče, která organizoval zdění ruským způsobem[214] a spočívá ve zdění v šestičlenných skupinách, kde dva dělníci vozili cihly, třetí dělník podával najednou dvě cihly zedníkovi do rukou zedníkovi, který je současně položil do malty. Čtvrtý dělník vozil maltu druhému zedníkovi, který ji rozprostíral.[215]
- metoda inženýra Lobanova, který vynalezl víceřádkové zdivo zhotovené převážně z běhounových (podél kladených) cihel. Vrstva vazáková se klade až po šesti vrstvách běhounových.[216]
- metoda stachanovce Širkova, která zděním do rámu zlevňoval stavbu a nevyžadoval kvalifikované pracovníky[217]
- metoda Pavla Antonoviče Duvanova, která spočívala v rychlostním vypalování cihel v cihelnách,[218] kde řidší skládka cihel umožnila rychlejší postup ohně a tím i rychlejší vypalování cihel[219] K urychlení napomáhalo i rozpařování syrových cihel horkou vodou a párou.[220] Metoda se využívala i při výrobě magnesitových cihel pro vyzdívku martinských pecí.[160]
- metoda Ivana Vasiljeviče Smirnova spočívající ve výrobě vápenné malty z nehašeného vápna při níž se dosáhlo teploty až 100°C. Vysoké teplota zabránila zmrznutí malty.[221][222]
- metoda Ivana Kutěnkova spočívající v dělbě práce při zhotovování fasád. Omítání bylo rozděleno do pěti operací, které se vykonávaly jedna po druhé.[223][224]
- metoda sovětských řidičů, které spočívala v zavedení druhé směny nákladních automobilů.[225]

## Textilní, gumárenský a kožedělný průmysl
- metoda Natalie Kuzminičny Jaryginy-Silovy,[226] která předcházela poruchám sledováním výkonů stavů[227]
- metoda tkadleny Marie Ivanovny Vinogradové,[228] která obsluhovala 284 stavů,[229] a tím vyvrátila pochybnosti, které vznesl český časopis už při obsluze 219 stavů[230]
- metoda přadleny Valje Petryščevové, spočívající ve zvýšení otáček a urychlení jednotlivých pracovních úkonů[231]
- metoda přadleny Usanovové s názvem „vysprávka přetrženého přástu"[232]
- metoda tkadleny Julie Večerevové, spočívající ve zvýšení obrátek a předávání strojů za chodu a v péči o stavy[231]
- metoda tkadleny Iraidy Solodovy neboli solodovský způsob kontroly člunků [233]
- metoda Arzejevové: zaučovat na dvě i víc pracovních profesí[231]
- metoda Vorošinova[234]
- metoda tkalce Alexandra Čutkichova: vyrábět prvotřídní zboží a výzva k soutěži brigád o kvalitu.[234][235] Použitím metody se zmenšil odpad surovin o jednu třetinu.[236] Podniky zavedly metodu Alexandra Čutkina tak, že jednotliví pracovníci se zavázali k sebekontrole[237]
- metoda inženýra Fedora Lukiče Kovaljeva byla zevšeobecňování a zpřístupňování údernických zkušeností do všech odvětví průmyslu.[238] V tkalcovnách došlo k urychlení výměny člunků na dvě vteřiny a k urychlení vázání nití za brdem.[239]
- metoda Vasilije Ivanoviče Matrosova, která ušetřila v krátké době kůži na 80 000 párů obuvi[3]

- metoda Marii Ivanovny Levčenko, která změnila způsob vykrajování kožených detailů bot; nadále byly vykrajovány ze zbytků kůže, která zůstala po vykrajování velkých dílů.[240]
- metoda Galiny Muštakovy, která spočívala v daném okamžiku použít právě takovou vykrajovací formu, která svým tvarem zaručovala nejmenší odpad[241]

- metoda Nikolaje Smetanina,[25] předcvikaře, jehož výkonům se smál J. A. Baťa s poukazem, že baťovci to svedou jednou rukou, navíc u celých dílen[27]
- metoda N. Jušina,[242] která řešila komplexní organizaci (v ruském originále stachanovského) pracoviště[243]
- metoda Klavdie Zenové, spočívající v přidělování úseků výroby těm pracovníkům, kteří jsou pro daný úsek nejvhodnější[244]
- metoda Lidie Gavrilovny Korabelnikové,[245][246] pracovnici moskevské továrny na obuv Pařížská komuna (Парижская Коммуна), která spočívala v komplexní úspoře surovin:
  - V závodě Korda v Litvínově se zlepšením vypřádáním a zlepšenou organizací nástrků ušetřili surovinu, která jim vystačila na celodenní výrobu příze[247]
  - V národním podniku Karnola vyrobili z nespřadatelného odpadu tkaniny v hodnotě 8 mil. Kčs.[248]
  - Bukovecké papírny: při výrobě papíru se odřezané okraje papíru ručně třídily a řezaly na menší formáty
  - Chemické závody v Ústí na Labem: pracovníci se zavázali, že každou třicátou operaci budou provádět z ušetřeného materiálu
  - V Továrně na sodu v Neštěmicích snížili spotřebu tak, že již od 24. listopadu do konce roku pracovali z ušetřeného materiálu. Na příští rok jim byl snížen příděl materiálu.[249]
  - V Oděvních závodech Jiřího Wolkra v Prostějově šila jedna z dílen pouze s nitěmi, které ušetřily ostatní dílny[250] Střihárna tohoto podniku se zavázala ušetřit materiál na 1000 pánských obleků[248]
  - Ve Vlnařských závodech a fezárnách ve Strakonicích utkali za pomoci úspor 30 000 m látek navíc a oblékli tak 10 000 pracujících žen.[248]
  - V Rubeně, gumárenských závodech lepili ústřižky kordu do širokých čtverců a znovu krájeli, aniž tím utrpěla kvalita výrobku.[251]
  - Metodu použili dokonce i železničáři, když usilovali o snížení spotřeby uhlí parních lokomotiv.[252]

Úspora materiálu ve výrobě bylo univerzální heslo, které se mohlo uplatnit ve všech odvětvích národního hospodářství. Proto se v novinách a filmových týdenících stala metoda Korabelnikové často zmiňovanou metodou a veřejnost často nevěděla, že metoda vznikla v obuvnickém průmyslu a autorka metody pracovala s kůžemi. Princip šetření materiálem Korabelnikové vešel do lidové tvořivosti i povědomí obyvatel Československa v podobě fenoménu kávy vyrobené z už přelitého lógru, resp. z lógru namíchaného s čerstvou kávou v poměru 1:1 nebo i menším. Takové kávě se říkalo kafe korabelnikov nebo také korabelnice.

## Další odvětví
- metoda balzamování akademika Voroblevého a profesora Zbarského, kterou uplatnili při balzamování Leninova těla, a tím dle periodika Svět sovětů předstihli učence západní Evropy a Ameriky, kteří se snažili rozřešit stejný úkol[254]
- metoda Vasilije Stěpanoviče Musinského, která spočívala v údernickém zvyšování rychlosti práce na pile[255]
- metoda postřiku smrkové kulatiny, která 4x zvýšila množství dřeva v 1. kvalitě[77]
- metoda prodavače Korovkina,[256] pozdějšího ředitele prodejny luxusních potravin Gastronom[257]

## Vývoj sovětských metod
Obraz nadšených pracovníků, kteří dychtivě přijímali nové metody práce se značně rozcházel s realitou. Nadřízené orgány kontrolovaly zřizování tzv. Novátorských škol. Těmto školám „předních pracovních metod" předepisovaly počet vyškolených novátorů.
Články v padesátých letech 20. století o metodách práce stachanovců vyzdvihovaly maximální nasazení lidí (obsluha více strojů, předávání strojů za chodu) a strojů (zvýšení otáček, silové obrábění). Přetěžování dělníků bylo popíráno: stachanovská práce bylo dokonalé ovládnutí techniky a použití racionálních metod. Slovo „metoda" se stalo nadužívaným; vlastně každý stachanovec měl svou vlastní metodu. Velice často šlo o banální postupy, o drobné neuvěřitelně prosté věci. Slovo metoda ospravedlňovalo vyčerpávající fyzickou práci a povyšovalo elementární zásady práce na sofistikované postupy. Dodržování technologických postupů, vykonávání řádné údržby a udržování pořádku na pracovišti nebylo v Sovětském svazu tak samozřejmé, a proto sovětské metody práce pomáhaly odstranit nedostatek pracovní kultury. Podle Vladimira Iljiče Lenina byl „Rus špatný pracovník ve srovnání s lidmi ve vyspělých zemích."
V době normalizace se v Československu změnil slovník agitátorů: nehovořilo se o stachanovcích, údernících a jejich metodách. Média se i nadále věnovala špičkovým výkonům pracovníků a rekordům pracovních kolektivů, ale nebyly přičítány metodám. Sovětské metody byly stále vzorem. Nebyly už zacíleny na výkony, ale na zvýšení efektivity, kvality a bezpečnosti:
- Zlobinova metoda stavění – Jedna univerzální četa vytvořila celý dům od hrubé stavby až po předání.[263] Zvládnutí stavby celého domu vyžadovalo, aby každý zvládal více profesí.[264] Tato metoda popírala metodu proudového stavění, kde byla hlavní výhodou dělba práce, která umožnila specializaci a opakované nasazování specializovaných čet.[265]

- Basovova metoda – práce bez úrazů a havárií, prohlídka pracovišť, průchodnost dopravních cest, přístupy k rozvaděčům elektřiny, seřízení strojů, ochranné pomůcky[266]

V březnu roku 1956 byl rozhodnutím Vojenského kolegia Nejvyššího soudu SSSR rehabilitován Alexej Kapitonovič Gastev. Od roku 2011 se uděluje Pohár A. K. Gasteva vítězi soutěže lídrů produktivity (štíhlé výroby). Podle Taťjany Vjačeslavovny Zajcevy, autorky práce o A. K. Gastevovi, byly některé manažerské technologie, které dnes celý svět zná jako technologie západních zemí, ve skutečnosti vytvořeny v SSSR a následně vypůjčeny Západem.